# Katarina av Bosnien
Katarina av Bosnien (Katharina Kosača-Kotromanić), född 1424 i Tvrđava Stjepan grad, död 25 oktober 1478 i Rom, var kungariket Bosniens drottning och hustru till Stjepan Tomaš av Bosnien.

## Biografi
Katarina av Bosnien var dotter till Stjepan Vukčić Kosača och medlem av en mäktig bosnisk adlig klan. Hennes giftermål med kungen ägde rum 1446. Katarina konverterade till katolicismen vid tiden för giftermålet, och under sin tid som drottning drev hon en fanatisk katolsk policy och var ansvarig för förstörelsen av flera ortodoxa kyrkor.
Efter makens död år 1461 blev hon Bosniens änkedrottning vid sin styvson Stefan Tomaševićs
hov, men tvingades fly efter ottomanernas invasion och Bosniens fall år 1463. Hennes styvson, Bosniens kung, avrättades av osmanerna, medan hennes son och dotter tillfångatogs och fördes till Konstantinopel där de tvingades konvertera till islam.
Katarina av Bosnien flydde via Dubrovnik till Rom, där hon levde på en pension från påven. Hon förhandlade förgäves för att återförenas med sina barn. Hon testamenterade rättigheterna till Bosniens tron till sina barn, om de skulle återvända till kristendomen, och annars till katolska kyrkan.
Katarina var tertiar i franciskanorden och omnämns som salig i Martyrologium franciscanum från år 1638.

## Bilder

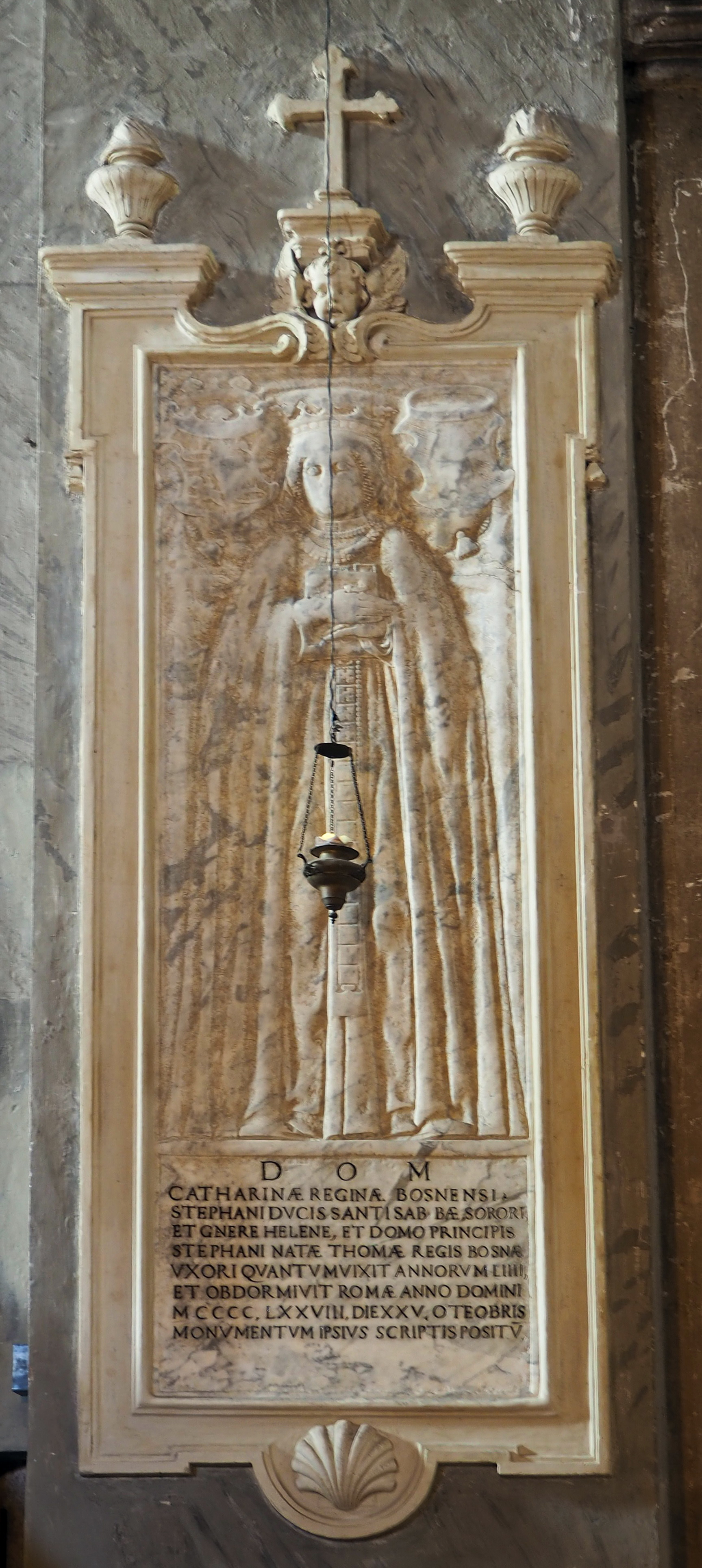
Katarinas gravsten i Santa Maria in Aracoeli.